# Кудашевська сільська рада
Куда́шевська сільська рада (рос. Кудашевский сельский совет) — муніципальне утворення у складі Татишлинського району Башкортостану, Росія. Адміністративний центр — село Верхньокудашево.

## Населення
Населення — 1611 осіб (2019, 1937 в 2010, 2296 в 2002).

## Склад
До складу поселення входять такі населені пункти:
| Населений пункт       | Населення, осіб (2002) | Населення, осіб (2010) |
| --------------------- | ---------------------- | ---------------------- |
| 1-й Янаул, присілок   | 128                    | 98                     |
| Арібаш, присілок      | 667                    | 552                    |
| Арібашево, село       | 308                    | 273                    |
| Верхньокудашево, село | 913                    | 789                    |
| Кардагушево, присілок | 263                    | 214                    |
| Нові Іракти, присілок | 17                     | 11                     |